# Michael McCleery
Michael McCleery (* 18. August 1959 in Chicago, Illinois) ist ein US-amerikanischer Schauspieler.

## Wirken
Michael McCleery hatte am Anfang seiner Karriere nur kleine Nebenrollen in Filmen, die jedoch hochkarätig besetzt waren. So spielte er bereits 1973 an der Seite von Weltstar Robert Mitchum in Die Freunde von Eddie Coyle und 1974 zusammen mit Komiker-As Art Carney in Harry und Tonto. Horror-Fans ist er in bester Erinnerung durch den Kultstreifen Muttertag (1980), in dem er unter dem Namen Billy Ray McQuade auftrat. McCleery spielte einen der zwei Söhne, die mitten in der Wildnis Jagd auf junge Frauen machten.
Nach einem längeren Aufenthalt in Montana, wo er Farmarbeit verrichtete, sowie nach Reisen durch die Vereinigten Staaten kehrte McCleery 1994 nach Los Angeles zurück. Schon wenig später trat er wieder in Filmen auf, wie z. B. in L.A. Confidential. McCleery arbeitet daneben auch als Personal Trainer.

## Filmografie (Auswahl)
- 1973: Die Freunde von Eddie Coyle (The Friends of Eddie Coyle)
- 1974: Harry und Tonto (Harry and Tonto)
- 1980: Muttertag (Mother’s Day)
- 1989: Alien Terror (Alien Space Avenger)
- 1990: Impulse – Von gefährlichen Gefühlen getrieben (Impulse)
- 1997: L.A. Confidential
- 2001: Joyride – Spritztour (Joyride)
- 2003: State of Mind (The United States of Leland)